# Milkwhite Sheets
Milkwhite Sheets è un album in studio da solista della cantante britannica Isobel Campbell, ex componente dei Belle and Sebastian. Il disco è uscito nel 2006.

## Tracce
1. O Love Is Teasin' – 1:56
2. Willow's Song – 4:22
3. Yearning – 4:19
4. James – 3:55
5. Hori Horo – 2:21
6. Reynardine – 2:54
7. Milkwhite Sheets – 1:20
8. Cachel Wood – 2:38
9. Beggar, Wiseman or Thief – 3:13
10. Loving Hannah – 3:18
11. Are You Going to Leave Me? – 4:31
12. Over the Wheat & the Barley – 2:34
13. Thursday's Child + Bird in the Wood – 7:57